# Nnamdi Collins
Pharell Nnamdi Collins (* 10. Januar 2004 in Düsseldorf) ist ein deutscher Fußballspieler. Er ist flexibel in der Verteidigung einsetzbar, steht bei Eintracht Frankfurt unter Vertrag und ist Nachwuchsnationalspieler.

## Karriere

### Vereine

#### Anfänge in Düsseldorf und Dortmund
Collins spielte bis 2012 in seiner Heimatstadt in der Nachwuchsabteilung des VfL Benrath und von Fortuna Düsseldorf. Anschließend wechselte der Zwölfjährige zu Borussia Dortmund, wo er vom Offensivspieler zum Verteidiger umgeschult wurde. Der junge Collins war Stammspieler in der C-Jugend unter Coach Marco Lehmann, der sich aufgrund dessen starker Leistungen dafür einsetzte, dass dieser im Sommer 2019 mit 15 in die U17 der Borussia aufsteigen konnte. Auch gegen andere B-Jugendliche konnte sich der ausschließlich in der Innenverteidigung eingesetzte Rheinländer behaupten, gewann mit der Mannschaft bis auf fünf alle Ligapartien und musste mit ihr die viertwenigsten Gegentreffer hinnehmen. Hinzu kamen vier Tore und eine Vorlage. In Folge der COVID-19-Pandemie wurde die Saison 2019/20 nach 21 Spieltagen beendet, zu diesem Zeitpunkt stand Dortmund mit zwei Zählern hinter dem 1. FC Köln auf dem zweiten Rang. In neun Ligaspielen waren die Dortmunder sogar ohne Gegentor geblieben und hatten sich so gegen Konkurrenten wie Bochum, Mönchengladbach oder Bielefeld durchgesetzt.
Das Trainerteam lobte zum einen Collins’ Physis sowie seine daraus resultierende Zweikampfstärke, zum anderen seine an den früheren Dortmunder Stürmer Pierre-Emerick Aubameyang erinnernde Schnelligkeit. Trainer Lehmann betonte darüber hinaus den Anspruch des Spielers, häufig auf lange Bälle zu verzichten und stattdessen lieber ins Dribbling oder in die Zweikämpfe zu gehen. Auch die Kopfballstärke in beiden Strafräumen fiel Beobachtern als eine der Stärken des Jungen auf. Das vereinsnahe Portal Schwatzgelb wie auch Eurosport stellten demgegenüber Schwächen in der Spieleröffnung, eine verbesserungswürdige Passgenauigkeit sowie eine zu hohe Risikobereitschaft mit dem Ball am Fuß fest. 90PLUS, ein Partner des Bezahlsenders DAZN, ging hingegen bei der Analyse noch tiefer ins Detail. So soll Collins in der B-Jugend beinahe schon „unterfordert“ gewirkt haben, da er trotz seiner Kraft Gegner auch nach verlorenen Zweikämpfen wieder mithilfe seiner Geschwindigkeit hatte einholen können. Das Magazin konnte häufig beobachten, wie der Verteidiger im Stil eines Sechsers die erste Pressinglinie der gegnerischen Mannschaft überwand, um seine offensiven Mitspieler zu unterstützen. Hierbei verglich es ihn mit dem Dortmunder Profi Dan-Axel Zagadou, jedoch mit noch ausgeprägterer Ballführung und höherem Tempo. Defizite bescheinigte man Collins hingegen im rückwärtsgewandten Verteidigen wie auch in Bezug auf seine technische Ballverarbeitung.
Gemeinsam mit 11 Teamkollegen – darunter der Stürmer Bradley Fink, der Mittelfeldspieler Dennis Lütke-Frie und sein Partner Lion Semić aus der Abwehr – rückte der Verteidiger im Sommer 2020 in die A-Jugend des BVB, in der bereits das ebenfalls 2004 geborene „Ausnahmetalent“ Youssoufa Moukoko spielte, auf. Bereits im Vorfeld hatte er mit mittlerweile 16 Jahren einen bis Juni 2023 gültigen Profivertrag unterzeichnet, der zum Jahr 2021 Gültigkeit erlangte, und stieß zu einer vom „Toptalentemanager“ Otto Addo betreuten Gruppe. Somit entschied sich der Düsseldorfer bewusst für Dortmund, nachdem vor allem der FC Chelsea, Juventus Turin und Manchester City um ihn geworben haben sollen. Mit den Worten „Wir sind sehr glücklich, dass wir mit Nnamdi ein herausragendes Talent des deutschen Nachwuchsfußballs langfristig an den BVB binden können“ begründete Nachwuchskoordinator Lars Ricken diese Maßnahme. Auch am Sommertrainingslager 2020 der ersten Mannschaft in Bad Ragaz durfte der Jungspieler gemeinsam mit seinem Teamkollegen Ansgar Knauff teilnehmen. Nach vier Spielen fand die Saison der A-Jugendlichen analog zum restlichen Juniorenfußball in Deutschland aufgrund der weiterhin prekären Pandemielage ein vorzeitiges Ende, bei der zweiten Mannschaft, die am Saisonende in die 3. Liga aufstieg, wurde Collins anschließend nicht eingesetzt.
Eine vor Beginn der Spielzeit 2021/22 zugezogene Knieverletzung hinderte den Spieler, der ursprünglich fest für die U23 eingeplant war, bis Mitte Oktober 2021 daran, für Dortmund aktiv zu sein. Da sich in deren Dreierkette Konkurrenten wie Antonios Papadopoulos, Niklas Dams, Lennard Maloney oder der neue Kapitän Franz Pfanne festgespielt hatten, rückte Collins nach seiner Rückkehr wieder ins Team der A-Junioren, wo er regelmäßig Berücksichtigung fand. In der Youth League wurde er mit dem BVB hinter Sporting Lissabon Zweiter, woraufhin man über die Play-offs bis ins Viertelfinale gelangte, welches gegen Atlético Madrid aber knapp mit 0:1 verloren ging. Den NRW-Ligapokal der Junioren gewann der Verteidiger mit der Mannschaft ebenso wie die west- und die gesamtdeutsche Meisterschaft, als Innenverteidiger steuerte Collins darüber hinaus drei Kopfballtore sowie eine Vorlage bei.
Als Nachfolger des seinerseits in die U23 aufgerückten Dennis Lütke-Frie ging Collins als neuer Mannschaftskapitän der U19 mit dieser in die Spielzeit 2022/23. Er absolvierte mit dem Team bis zur Winterpause alle Pflichtspiele, wobei man in der Bundesliga ohne Niederlage blieb und in der Youth League erneut die Play-off-Runde erreichte. Collins stand nach dem Ende der Winterpause beim 1:3 der zweiten Männermannschaft gegen den Aufsteiger SpVgg Bayreuth neben Niklas Dams und Kolbeinn Finnsson in der Dreierabwehrkette von Beginn an auf dem Feld und absolvierte somit sein Debüt im Herrenbereich.

#### Eintracht Frankfurt
Im Sommer 2023 wechselte Collins zu Eintracht Frankfurt, wo er einen Vertrag bis zum 30. Juni 2028 unterschrieb. Dort wurde der Innenverteidiger zunächst in die zweite Mannschaft integriert. Bis zur Winterpause kam Collins zu elf Einsätzen in der viertklassigen Regionalliga Südwest. Im Februar 2024 stand er erstmals in der Bundesliga im Spieltagskader; sein Debüt hatte er am 5. April 2024 beim Heimspiel gegen Werder Bremen. Im Verlauf der Hinrunde 2024/25 entwickelte sich Collins zu einem gefragten Defensivspieler bei der Eintracht und kam allein in der Bundesliga auf acht Einsätze. Im Januar 2025 erzielte er beim 4:1-Sieg gegen den SC Freiburg sein erstes Bundesligator.

### Nationalmannschaft
Collins lief ab der U15 für Nachwuchsteams des DFB auf. Die U16 vertrat der Verteidiger zweimal als Mannschaftskapitän.
Bis zu einem eventuellen A-Pflichtspiel für Deutschland wäre der Spieler aufgrund seiner Wurzeln auch für Nationalteams Nigerias spielberechtigt.

## Titel
- Deutscher A-Junioren-Meister: 2022
- Meister der A-Junioren-Bundesliga West: 2022, 2023

## Persönliches
Collins’ Vorname Nnamdi stammt aus der Sprache der Igbo, einer Ethnie Nigerias, und kann einerseits mit mein Gott ist anwesend und andererseits mit König übersetzt werden.